# Федулова, Анна Юрьевна
А́нна Ю́рьевна Феду́лова (19 июля 1978 года, Тула) — российская лыжница, тринадцатикратная чемпионка и шестикратная серебряная призерка Сурдлимпийских игр, многократная чемпионка России. Заслуженный мастер спорта России. 
Анна носит гордое звание самого титулованного сурдлимпийца в истории. Работала спортсменом инструктором в БУ ХМАО-Югры "Центр адаптивного спорта"

## Биография
Анна Юрьевна Федулова родилась 19 июля 1978 года в городе Тула. У Анны — 100 % потеря слуха (тотально глухие). С 7 лет занимается лыжными гонками, первый тренер — Василий Шубякин.
- В 1997 году была включена в сборную команду России по лыжным гонкам среди глухих.
- В 1999 году на зимних Сурдлимпийских играх в Швейцарии завоевала золотую и три серебряных медали.
- В 2000 году на чемпионате Европы в Италии завоевала золотую и три серебряных медалей.
- С 2001 года по 2013 год работала инструктором по спорту в спортивном клубе «Луч» ОАО «Электроприбор» (Владимир).
- В 2003 году на Сурдлимпийских играх в Швеции завоевала две золотых и две серебряных медали.
- В 2004 году на чемпионате Европы в Германии завоевала две золотых и две бронзовых медали.
- С 2013 года была трудоустроена в Югорском центре адаптивного спорта. Тренировалась под руководством Сергея Крянина и Александра Кузнецова.
- В 2015 году на XVIII Сурдлимпийских зимних играх (г. Ханты-Мансийск) завоевала три золотых медали в масс-старте на 10 км свободным стилем, в классическом спринте, в скиатлоне: 5 км классическим стилем + 5 км свободным стилем.
- В 2019 году на XIX зимних Сурдлимпийских играх г. Вальтеллина и Валькявенна (Италия) завоевала три золота в гонке на 5 км свободным стилем, гонке 3,3 км классическим стилем, гонке преследования 6,6 км и заняла 2 место в спринтерской гонке на 1,5 км.

В 2020 году объявила о завершении карьеры.
Окончила механико-технологический факультет Владимирского государственного университета.

## Награды и звания
- Медаль ордена «За заслуги перед Отечеством» I степени (10 апреля 2015 года) — за выдающийся вклад в повышение авторитета Российской Федерации и российского спорта на международном уровне и высокие спортивные достижения на XVIII Сурдлимпийских зимних играх 2015 года[4].
- Заслуженный мастер спорта России по спорту глухих (2000).